# Ministerium für Alija und Integration
Das Ministerium für Alija und Integration (hebräisch מִשְׂרַד הָעֲלִיָּה וְהַקְּלִיטָה Misrad HaʿAlijjah WəHaQlīṭah) ist ein israelisches Ministerium.

## Geschichte
Nach dem Ende der zweiten Regierung unter David Ben-Gurion am 8. Oktober 1951 wurde das damalige Ministerium für Einwanderung (מִשְׂרָד העֲלִיָּה, Misrad HaAljiah) aufgelöst. Während der 13. Regierung unter Golda Meir wurde das Ministerium neugegründet.
Am 18. November 2018 erfolgte die Umbenennung in Ministerium für Einwanderung und Integration.

## Gefälschte Erfolgsgeschichten
Im Oktober 2019 berichtete die Times of Israel, dass das Ministerium gefälschte Meldungen, Zitate und Fotos über angebliche Erfolgsgeschichten von Einwanderern nach Israel auf Twitter veröffentlichte.

## Liste der Minister
| Minister                                                      | Partei                               | Amtsantritt        | Amtsende           | Regierung     |
| ------------------------------------------------------------- | ------------------------------------ | ------------------ | ------------------ | ------------- |
| Chaim-Mosche Schapira                                         | HaChasit haDatit haMe’uchedet        | 14. Mai 1948       | 8. Oktober 1951    | Prov., 1., 2. |
| Von 1951 bis 1968 existierte kein entsprechendes Ministerium. |                                      |                    |                    |               |
| Jigal Allon                                                   | HaMa’arach                           | 1. Juli 1968       | 15. Dezember 1969  | 13., 14.      |
| Schimon Peres                                                 | HaMa'arach                           | 22. Dezember 1969  | 27. Juli 1970      | 15.           |
| Natan Peled                                                   | kein Mitglied der Knesset            | 27. Juli 1970      | 10. März 1974      | 15.           |
| Schlomo Rosen                                                 | kein Mitglied der Knesset            | 10. März 1974      | 20. Juni 1977      | 16., 17.      |
| David Levy                                                    | Likud                                | 20. Juni 1977      | 5. August 1981     | 18.           |
| Aharon Abuchazira                                             | Tnu’at Masoret Jisra’el              | 5. August 1981     | 4. Mai 1982        | 19.           |
| Aharon Uzan                                                   | Tnu'at Masoret Jisra'el              | 4. Mai 1982        | 13. September 1984 | 19., 20.      |
| Jakob Steinberg                                               | HaMa'arach                           | 13. September 1984 | 22. Dezember 1988  | 21., 22.      |
| Jitzchak Chaim Peretz                                         | Schas                                | 22. Dezember 1988  | 13. Juli 1992      | 23., 24.      |
| Ja'ir Zaban                                                   | Meretz                               | 13. Juli 1992      | 18. Juli 1996      | 25., 26.      |
| Juli-Joel Edelstein                                           | Jisra’el ba-Alija                    | 18. Juli 1996      | 6. Juli 1999       | 27.           |
| Ehud Barak                                                    | Jisrael Achat                        | 6. Juli 1999       | 5. August 1999     | 28.           |
| Juli Tamir                                                    | Jisra'el Achat                       | 5. August 1999     | 7. März 2001       | 28.           |
| Ariel Scharon                                                 | Likud                                | 3. März 2001       | 28. Februar 2003   | 29.           |
| Tzipi Livni                                                   | Likud, seit 20. November 2005 Kadima | 28. Februar 2003   | 4. Mai 2006        | 30.           |
| Se’ev Boim                                                    | Kadima                               | 4. Mai 2006        | 4. Juli 2007       | 31.           |
| Jacob Edery                                                   | Kadima                               | 4. Juli 2007       | 14. Juli 2008      | 31.           |
| Eli Aflalo                                                    | Kadima                               | 14. Juli 2008      | 31. März 2009      | 31.           |
| Sofa Landver                                                  | Jisra’el Beitenu                     | 31. März 2009      | 14. Mai 2015       | 32., 33.      |
| Ze’ev Elkin                                                   | Likud                                | 14. Mai 2015       | 30. Mai 2016       | 34.           |
| Sofa Landver                                                  | Jisra’el Beitenu                     | 30. Mai 2016       | 14. November 2018  | 34.           |
| Benjamin Netanjahu                                            | Likud                                | 14. November 2018  | 24. Dezember 2018  | 34.           |
| Yariv Levin (geschäftsführend)                                | Likud                                | 24. Dezember 2018  | 9. Januar 2019     | 34.           |
| Joaw Galant                                                   | Likud                                | 9. Januar 2019     | 17. Mai 2020       | 34.           |
| Pnina Tamano-Schata                                           | Chosen LeJisra’el                    | 17. Mai 2020       | 29. Dezember 2022  | 35., 36.      |
| Ofir Sofer                                                    | Ha-Ichud HaLeumi – Tkuma             | 29. Dezember 2022  |                    | 37.           |

## Stellvertretende Minister
| Stellvertretender Minister                              | Partei                  | Amtsantritt       | Amtsende          | Regierung |
| ------------------------------------------------------- | ----------------------- | ----------------- | ----------------- | --------- |
| In der 1. bis 12. Regierung gab es die Position nicht.  |                         |                   |                   |           |
| Arje Eliav                                              | HaMa'arach              | 12. August 1968   | 15. Dezember 1969 | 13., 14.  |
| Schlomo Rosen                                           | HaMa'arach              | 20. November 1972 | 10. März 1974     | 15.       |
| In der 16. bis 18. Regierung gab es die Position nicht. |                         |                   |                   |           |
| Aharon Uzan                                             | Tnu’at Masoret Jisra’el | 11. August 1981   | 4. Mai 1982       | 19.       |
| In der 20. bis 27. Regierung gab es die Position nicht. |                         |                   |                   |           |
| Marina Solodkin                                         | Jisra’el ba-Alija       | 5. August 1999    | 11. Juli 2000     | 28.       |
| Juli-Joel Edelstein                                     | Jisra'el ba-Alija       | 7. März 2001      | 28. Februar 2003  | 29.       |
| Marina Solodkin                                         | Kadima                  | 30. März 2005     | 4. Mai 2006       | 30.       |
| Seit der 31. Regierung gibt es die Position nicht.      |                         |                   |                   |           |